# Герасимов, Матвей Владимирович
Матвей Владимирович Герасимов (род. 4 февраля 2001, Караганда) — казахстанский футболист, нападающий клуба «Иртыш» Павлодар.

## Клубная карьера

### «Шахтёр» Караганда
Воспитанник футбольной академии карагандинского «Шахтёра», в которой начал заниматься в возрасте 11 лет. Первым тренером футболиста был Юрий Кузьмич Каплаух. В 2018 году футболист присоединился к фарм-клубу карагандинского клуба «Шахтёр-Булату», вместе с которым стал выступать в Первой лиге Казахстана. Позже футболист в период с 2018 по 2020 год являлся игроком молодёжной команды клуба во Второй лиге Казахстана. Футболист был признан лучшим игроком турнира по итогам сезона 2019 года. Футболист также несколько раз привлекался  к играм с основной командой, однако так и не дебютировал за неё.

### «Ислочь»
В октябре 2020 года футболист перешёл в украинский «Металлист». В марте 2021 года футболист присоединился к белорусскому клубу «Ислочь» на правах арендного соглашения до конца сезона. Футболист стал первым казахстанским футболистом в истории клуба. Дебютировал за клуб 10 апреля 2021 года в матче против брестского «Руха», выйдя на замену на 73 минуте. Однако футболист не смог закрепиться в основной команде белорусского клуба из-за множества травм, большую часть сезона проведя за дублирующий состав. По окончании срока арендного соглашения футболист покинул клуб, за который провёл лишь 2 матча в белорусском чемпионате. В январе 2022 года футболист покинул и украинский «Металлист».

### «Арсенал» Дзержинск
В марте 2023 года футболист перешёл в дзержинский «Арсенал». Дебютировал за клуб 8 апреля 2023 года в матче против «Осиповичей», выйдя на замену на 61 минуте. Дебютный гол за клуб забил 30 апреля 2023 года в матче против пинской «Волны». По ходу сезона футболист смог быстро закрепиться в основной команде дзержинского клуба, чередуя матчи в стартовом составе и со скамейки запасных. В матче 24 сентября 2023 года против долбизновской «Нивы» отличился забитым дублем. В следующем матче 7 октября 2023 года против «Лиды» футболист отличился очередным забитым дублем. По итогу сезона футболист досрочно стал победителем чемпионата, где в матче 4 ноября 2023 года против «Слонима-2017» также отличился забитым дублем. В матче 11 ноября 2023 года против «Макслайна» футболист получил перелом ключицы, покинув поле на машине скорой помощи прямо с поля. Сам же футболист по итогу сезона стал лучшим бомбардиром клубе вместе с Андреем Левковцом, отличившись 13 забитыми голами, также отдав 5 результативных передач.

## Карьера в сборной
Международную карьеру футболист начинал в составе юношеских казахстанских сборных до 16 лет и до 17 лет, принимав участие в Кубке Развития. В октябре 2019 года футболист получил вызов в юношескую сборную Казахстана до 19 лет для участия в квалификационных матчах юношеского чемпионата Европы. Дебютировал за сборную 9 октября 2019 года в матче против сборной Хорватии. Также футболист вызывался в молодёжную сборную Казахстана.

## Достижения
«Арсенал» Дзержинск
- Победитель Первой лиги: 2023

## Клубная статистика
| Клуб                | Сезон            | Лига | Лига | Кубки | Кубки | Еврокубки | Еврокубки | Итого | Итого |
| Клуб                | Сезон            | Игры | Голы | Игры  | Голы  | Игры      | Голы      | Игры  | Голы  |
| ------------------- | ---------------- | ---- | ---- | ----- | ----- | --------- | --------- | ----- | ----- |
| Шахтёр (Караганда)  | 2019             | 0    | 0    | —     | —     | —         | —         | 0     | 0     |
| Шахтёр (Караганда)  | 2020             | 0    | 0    | —     | —     | —         | —         | 0     | 0     |
| Шахтёр (Караганда)  | Итого            | 0    | 0    | —     | —     | —         | —         | 0     | 0     |
| → Шахтёр М          | 2018             | 37   | 5    | —     | —     | —         | —         | 37    | 5     |
| → Шахтёр М          | 2019             | 20   | 17   | —     | —     | —         | —         | 20    | 17    |
| → Шахтёр М          | 2020             | 1    | 1    | —     | —     | —         | —         | 1     | 1     |
| → Шахтёр М          | Итого            | 58   | 23   | —     | —     | —         | —         | 58    | 23    |
| → Шахтёр-Булат      | 2018             | 1    | 0    | —     | —     | —         | —         | 1     | 0     |
| → Шахтёр-Булат      | Итого            | 1    | 0    | —     | —     | —         | —         | 1     | 0     |
| Металлист           |                  |      |      |       |       |           |           |       |       |
| → Ислочь            | 2021             | 2    | 0    | —     | —     | —         | —         | 2     | 0     |
| → Ислочь            | Итого            | 2    | 0    | —     | —     | —         | —         | 2     | 0     |
| Арсенал (Дзержинск) | 2023             | 23   | 14   | 1     | 0     | —         | —         | 24    | 14    |
| Арсенал (Дзержинск) | 2024             | 13   | 0    | 2     | 0     | —         | —         | 15    | 0     |
| Арсенал (Дзержинск) | Итого            | 36   | 14   | 3     | 0     | —         | —         | 39    | 14    |
| Всего за карьеру    | Всего за карьеру | 97   | 37   | 3     | 0     | —         | —         | 100   | 37    |